# Patrick Fernandes
Fábio Patrick dos Reis dos Santos Fernandes, noto semplicemente come Patrick Fernandes (Praia, 13 dicembre 1993), è un calciatore capoverdiano, attaccante dell'Oțelul Galați.

## Caratteristiche tecniche
È un centravanti.

## Carriera

### Nazionale
Ha esordito con la nazionale capoverdiana il 3 giugno 2018 in occasione dell'amichevole vinta ai rigori contro Andorra.

## Statistiche
Statistiche aggiornate al 23 agosto 2018.

### Cronologia presenze e reti in nazionale
| Cronologia completa delle presenze e delle reti in nazionale ― Capo Verde | Cronologia completa delle presenze e delle reti in nazionale ― Capo Verde | Cronologia completa delle presenze e delle reti in nazionale ― Capo Verde | Cronologia completa delle presenze e delle reti in nazionale ― Capo Verde | Cronologia completa delle presenze e delle reti in nazionale ― Capo Verde | Cronologia completa delle presenze e delle reti in nazionale ― Capo Verde | Cronologia completa delle presenze e delle reti in nazionale ― Capo Verde | Cronologia completa delle presenze e delle reti in nazionale ― Capo Verde |
| Data                                                                      | Città                                                                     | In casa                                                                   | Risultato                                                                 | Ospiti                                                                    | Competizione                                                              | Reti                                                                      | Note                                                                      |
| ------------------------------------------------------------------------- | ------------------------------------------------------------------------- | ------------------------------------------------------------------------- | ------------------------------------------------------------------------- | ------------------------------------------------------------------------- | ------------------------------------------------------------------------- | ------------------------------------------------------------------------- | ------------------------------------------------------------------------- |
| 3-6-2018                                                                  | Cova da Piedade                                                           | Capo Verde                                                                | 0 – 0 dts (4 – 2 dtr)                                                     | Andorra                                                                   | Amichevole                                                                | -                                                                         | 62’                                                                       |
| 10-10-2020                                                                | São João da Venda                                                         | Capo Verde                                                                | 1 – 2                                                                     | Guinea                                                                    | Amichevole                                                                | -                                                                         | 57’                                                                       |
| Totale                                                                    |                                                                           | Presenze                                                                  | 2                                                                         |                                                                           | Reti                                                                      | 0                                                                         |                                                                           |